# Arteria circumflexa ilium superficialis
Die Arteria circumflexa ilium superficialis („oberflächliche das Darmbein umgebende Arterie“) ist eine Schlagader in der Leistenregion.
Die Arteria circumflexa ilium superficialis entspringt der Arteria femoralis, durchbohrt im Bereich des Hiatus saphenus die Faszie und verläuft dann entlang des Leistenbandes auf den vorderen Darmbeinstachel (Spina iliaca anterior superior) zu. Sie anastomosiert dort mit der Arteria circumflexa ilium profunda.
Die Arteria circumflexa ilium superficialis ist nicht bei allen Säugetieren ausgebildet. Außer beim Menschen findet man sie auch bei Raubtieren, während sie beispielsweise den Huftieren fehlt.